# Little Houghton (Northamptonshire)
Pour les articles homonymes, voir Little Houghton.
Little Houghton est une paroisse civile et un village du Northamptonshire, en Angleterre.